# Csicsáky Imre

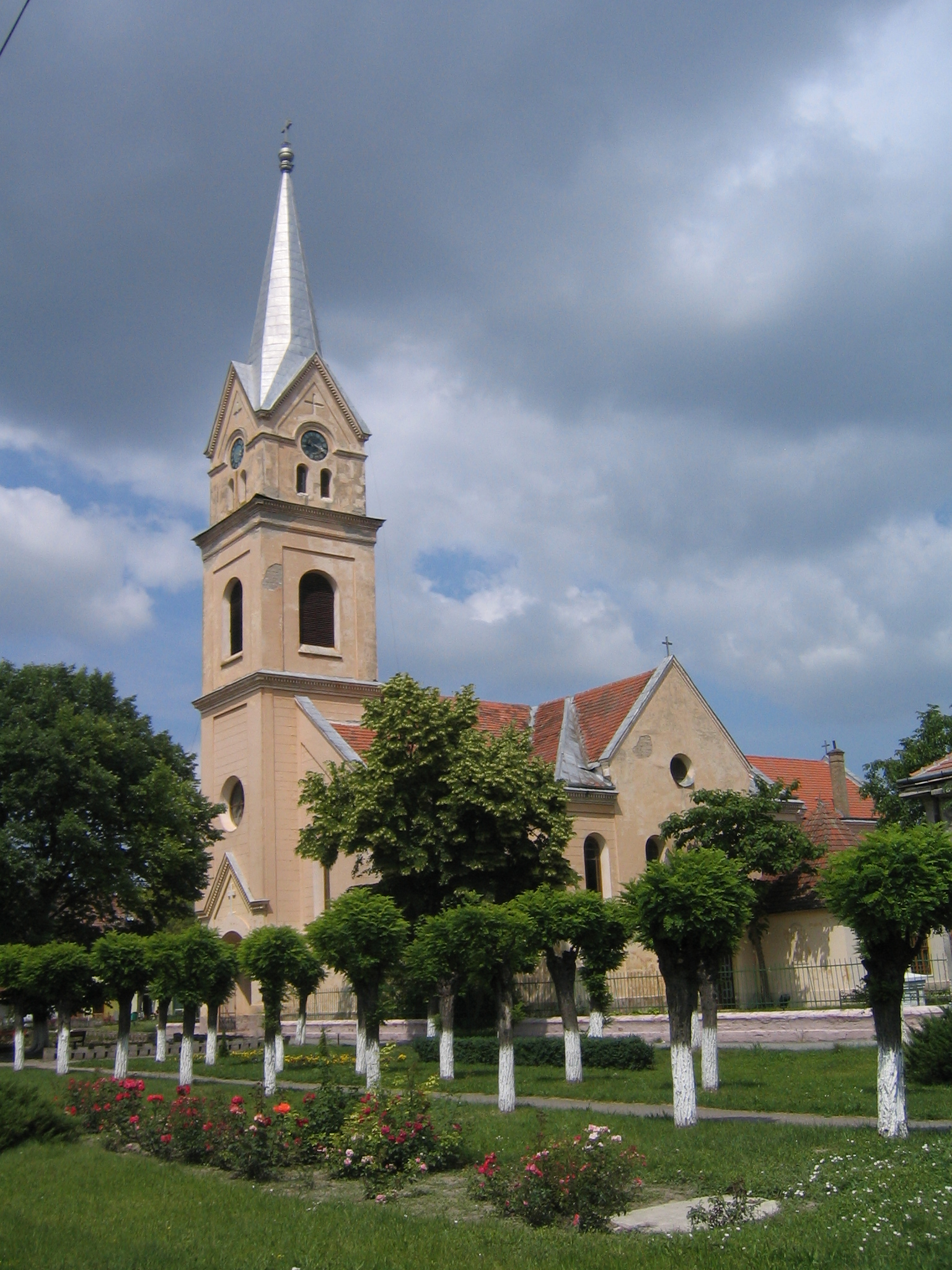
Római katolikus templom (Zsombolya)

Csicsáky Imre (Bácsalmás, 1860. augusztus 21. – Zsombolya, 1935. szeptember 28.) magyar katolikus pap, költő, műfordító, esztéta.

## Életpályája
A teológiai tanulmányok elvégzése után Zsombolyán volt katolikus lelkész. Úttörő magyar Dante-szakértő, lefordította az Isteni színjáték III. részét (A Paradicsom, 1887), könyvet írt Beatrice jelképszerűségéről (Budapest, 1887), Dante politikájáról (Budapest, 1888), bölcseletéről (Temesvár, 1888) és tudományosságáról (Budapest, 1890), fordított spanyol, olasz, francia, angol, német költőkből és a Szentírásból. Irodalmi tevékenysége elismeréseként számos irodalmi társaság választotta tagjául.

## Kötetei

### Versek
- Aesthetikai tanulmány Alighieri Dante Divina Commedia-jának 3. része az Il Paradiso felett; Csanád-Egyházmegyei Ny., Temesvár, 1886
- Dante bölcselete összehasonlítva a kelet, valamint az ó-, közép- és új-kor bölcseleti iskoláival; Csanád-egyházmegyei Ny., Temesvár, 1888
- Dante politikája; Hunyadi Mátyás Ny., Bp., 1888
- Csicsáky Imre költeményei és kisebb műfordításai; előszó Maszlaghy Ferenc; Csanád-Egyházmegyei Ny., Temesvár, 1888
- Dante theologiája. Hettinger Frenc művei nyomán; Pallas Ny., Bp., 1891
- Dante és Olaszország városai. 1. Róma; Hunyadi Mátyás Ny., Bp., 1891
- Leo XIII. pápa: In Mariam virginem flosculi; Csicsáky Imre: Szűz Máriához írt költemény-virágok; Csanádegyházmegyei Ny., Temesvár, 1898
- Álljunk meg egy szóra! Régi költemények új kiadásban; Apostol Ny., Bp., 1916
- Itt az írás, forgassátok [verskötet].  (Temesvár, 1920)

### Műfordítások
- Jeremiás Siralmai (1885)
- Isokrates Paraneitikos logosz (Isokratész beszéde, Temesvár, 1919)
- Énekek éneke (Temesvár, 1923)

## Társasági tagság (válogatás)
- Dante Társaság (Firenze)
- Arany János Társaság (Temesvár)